# دوغلاس جونغ
دوغلاس جونغ هو محامي وسياسي كندي، ولد في 24 فبراير 1924 في فيكتوريا في كندا، وتوفي في 4 يناير 2002 بسبب نوبة قلبية. حزبياً، نشط في الحزب الكندي التقدمي المحافظ. وقد انتخب عضو مجلس العموم الكندي عن دائرة Vancouver Centre (federal electoral district) ‏ (1957 – 1962).